# فلوریر
فلوریر (به لاتین: Fleurier) یک بخش در ناحیهٔ ول-دو-تراورس سوئیس بود که در کانتون نوشاتل واقع شده‌بود. در سال ۲۰۰۹ این بخش با بخشهای دیگری از ول-دو-تراورس ادغام شد. فلوریر ۳٬۵۱۸ نفر جمعیت دارد.
از شخصیت‌های برجستهٔ برخاسته از این منطقه می‌توان شارل ادوارد گیوم، دانیل باوت و رابرت مایلز را نام برد.